# 川崎市立宮内中学校
川崎市立 宮内中学校（かわさきしりつ みやうちちゅうがっこう）は、神奈川県川崎市中原区宮内4丁目にある公立中学校。

## 概要
春日神社と等々力緑地に挟まれた緑豊かな場所に立地している。校章デザインにある3本の木は春日神社の杜を表すとともに、3つの学年を象徴しており、各学年が手を取り合い、中央にある「学校」を盛りたてる協力の精神を示している。
野球部、サッカー部等、部活動が盛んである。野球部は第44回県総体川崎ブロック大会（2010年1月）で優勝した。サッカー部も第54回県総体で優勝している。
学校教育目標として以下の4項目を挙げている。
1. 礼儀正しく気力のある人になろう
2. 明るく健康で努力を惜しまない人になろう
3. 誠意があって責任を果たす人になろう
4. 勤労を愛し仕事を真剣にする人になろう

この学校教育目標を2022年3月8日に校訓として制定された。

## 沿革
出典
- 1957年（昭和32年）
  - 4月1日 - 設置許可。開校。
  - 4月16日 - 鉄筋ブロック3階建校舎竣工。
  - 9月26日 - 第1回PTA総会開催。
  - 11月1日 - 開校落成式挙行し、この日（11月1日）を開校記念日と制定。
- 1958年（昭和33年）
  - 3月25日 - 校旗制定。
  - 7月3日 - 鉄筋ブロック3階建増築校舎落成。
  - 10月25日 - 第1回体育祭開催。
- 1959年（昭和34年）12月17日 - 校歌制定発表会開催。
- 1960年（昭和35年）2月4日 - 第三期校舎落成（鉄筋ブロック3階建）。
- 1963年（昭和38年）4月1日 - 生徒基準服制定。
- 1965年（昭和40年）5月9日 - 神奈川県愛鳥モデル校指定。
- 1967年（昭和42年）11月1日 - 創立10周年記念式典挙行。
- 1967年（昭和44年）3月2日 - 体育館落成式挙行。
- 1977年（昭和52年10月28日 - 創立20周年記念式典挙行。
- 1983年（昭和58年）8月25日 - 校舎全面改築第一期工事開始。
- 1984年（昭和59年）5月23日 - 新築校舎第一期分落成。
- 1985年（昭和60年）
  - 9月27日 - 新築校舎第二期分落成。
  - 10月11日 - 新校舎へ移転。
- 1987年（昭和62年）11月21日 - 創立30周年記念式典挙行。
- 1997年（平成9年）11月1日 - この日と翌日の2日間、創立40周年記念式典挙行。
- 2002年（平成14年）4月1日 - 新教育課程全面実施（総合的な学習の時間「ゼネラルタイム」全面実施）。
- 2007年（平成19年）11月10日 - 創立50周年記念式典挙行。
- 2017年（平成29年）11月23日 - 創立60周年記念式典挙行。
- 2019年（平成31年）4月1日 - 新体操服・学校用カバン導入。
- 2020年（令和2年）4月1日 - 新生徒基準服導入。
- 2022年（令和4年）3月8日 - 校訓制定。

## 通学区域
出典
- 中原区
  - 今井上町（9番、10番、13番）
  - 上小田中2丁目（2番8～2番10号、3番1号～3番4号、3番7号～3番16号、6番）
  - 上小田中6丁目（5番～15番、21番～51番8号）
  - 上小田中7丁目（全域）
  - 小杉御殿町1丁目（全域）
  - 小杉御殿町2丁目（全域）
  - 等々力（1番2号～18番）
  - 宮内1丁目（全域）
  - 宮内2丁目（全域）
  - 宮内3丁目（全域）
  - 宮内4丁目（全域）

## 交通
- JR南武線武蔵中原駅より
  - 徒歩12分
  - 東急バス
    - 溝02：武蔵小杉駅～溝の口駅（宮内経由）薬師前下車 徒歩3分

  - 川崎市バス
    - 溝05：武蔵小杉駅〜武蔵溝ノ口駅（黄金塚経由）市営等々力グランド前下車 徒歩1分
    - 杉40：武蔵小杉駅〜武蔵中原駅（蔵前経由）市営等々力グランド前下車 徒歩1分

## 備考
- 2014年12月の衆議院総選挙から、中原区大戸地区（宮内・上小田中）が神奈川10区から神奈川18区に変更された。これにより学区内で選挙区が異なるようになった。